# Indigo (actriz)
Alyssa Ashley Nichols conocida artísticamente como Indigo es una actriz estadounidense nacida en Los Ángeles, California el 25 de junio de 1984. Junto a su nombre artístico se puso su nombre natal de modo que se dio a conocer como Indigo Nichols, pero durante la mayor parte de su carrera sólo usa su alias. Actualmente tiene 40 años.

## Carrera
Su primera aparición en la televisión fue a los 11 años en el papel de Julie en Minor Adjustments. A la lista de apariciones en series de televisión le seguirían programas como Crossing Jordan, Chicago Hope, Judging Amy y N.Y.P.D Blue. En 2002 obtuvo el papel de Cheyenne Webb en Boston Public en donde hizo aparición en 7 episodios
A esto le siguió el papel de Rona, una cazadora potencial en Buffy cazavampiros y también ha prestado su voz en varios episodios de Padre de familia.
Indigo fue una actriz que hizo frecuentes apariciones en la serie Weeds
Fue nominada en 2007 al Screen Actors Guild Award por su actuación en Weeds.

## Filmografía
| Film       | Film                           | Film                       | Film |
| Año        | Título                         | Rol                        | Notas |
| ---------- | ------------------------------ | -------------------------- | --- |
| 1997       | The Good Bad Guy               | Chica                      | Acreditada como Alyssa A. Nichols                                                                                  |
| 2000       | Nelly's Bodega                 | Fatima                     | Acreditada como Alyssa Ashley Nichols                                                                              |
| 2013       | Fractured                      | Holly                      | Acreditada como Indigo Nichols                                                                                     |
| 2014       | Black or White                 | Joven enfermera            | Acreditada como Indigo                                                                                             |
| 2015       | Mississippi Grind              | Dora                       | Acreditada como Indigo                                                                                             |
| 2015       | Madea's Tough Love             | Dang Dang                  | Acreditada como Indigo                                                                                             |
| Televisión |                                |                            | |
| Año        | Título                         | Rol                        | Notas |
| 1995       | Zooman                         | Jackie                     | Film para TV; Acreditada como Alyssa A. Nichols                                                                    |
| 1995–1996  | Minor Adjustments              | Julie                      | 5 episodios; Acreditada como Alyssa A. Nichols                                                                     |
| 1996       | Sister, Sister                 | Agnes                      | Episodio: "Summer Bummer"; Acreditada como Alyssa A. Nichols                                                       |
| 1998       | Chicago Hope                   | Cherise Martin             | Episodio: "McNeil and Pray"; Acreditada como Alyssa Ashley Nichols                                                 |
| 2000       | Any Day Now                    | April Gregory              | 6 episodios; Acreditada como Alyssa Ashley Nichols                                                                 |
| 2001       | NYPD Blue                      | Sylvia Dobkin              | Episode: "Everyone Into the Poole"; Acreditada como Alyssa Ashley Nichols                                          |
| 2001       | Judging Amy                    | Chica en la casa santuario | Episode: "The Right Thing to Do"; Uncredited                                                                       |
| 2002       | Crossing Jordan                | Keisha                     | Episodio: "Someone to Count On"                                                                                    |
| 2002–2003  | Boston Public                  | Cheyenne Webb              | 6 episodios |
| 2003       | Girlfriends                    | Red Beans                  | Episodio: "Take This Poem and Call Me in the Morning"                                                              |
| 2003       | Buffy the Vampire Slayer       | Rona                       | 8 episodios |
| 2003       | 10-8: Officers on Duty         | Tisha Graves               | Episodio: "Brothers in Arms"                                                                                       |
| 2004       | Strong Medicine                | Mikela Johnson             | Episodio: "Bleeding Heart"                                                                                         |
| 2004       | Cold Case                      | Tyra                       | Episodio: "The Badlands"                                                                                           |
| 2005–2007  | Weeds                          | Vaneeta                    | 24 episodios |
| 2005–2006  | Family Guy                     | Esther/Gloria the Hippo    | Episodios: "Don't Make Me Over" Esther (voz) "Petarded" Esther (voz) "Hell Comes to Quahog" Gloria the Hippo (voz) |
| 2006       | CSI: Crime Scene Investigation | Cha Cha Romero             | Episodio: "Fannysmackin'"                                                                                          |
| 2007       | State of Mind                  | Charisma                   | Episodio: "Lost & Found"                                                                                           |
| 2007       | Journeyman                     | Emily                      | Episodio: "Emily"                                                                                                  |
| 2009       | Curious George                 | Vinny                      | Episodios: "Ski Monkey/George the Grocer", "Curious George, Personal Trainer/Sprout Outing"                        |
| 2011       | Memphis Beat                   | Devon                      | Episodio: "Body of Evidence"                                                                                       |
| 2011       | Burn Notice                    | Dolly                      | Episodio: "Breaking Point"                                                                                         |
| 2011       | Weather Wars                   | Chloe                      | Film para TV |
| 2011–2012  | Treme                          | A.D.A. Brigitte Baron      | 6 episodios |
| 2012       | Common Law                     | Rozelle                    | 12 episodios |
| 2014       | Star-Crossed                   | Miss Jacobs                | Piloto |
| 2015       | Bloodline                      | Gwen Girard                | 4 Episodios |